# Litoral del San Juan
Litoral del San Juan è un comune della Colombia facente parte del dipartimento di Chocó.